# Батлер, Эдмонд (3-й/13-й барон Данбойн)
Эдмонд Батлер, 3-й/13-й барон Данбойн (англ. Edmond Butler, 3rd/13th Baron Dunboyne; 1595 — 17 мая 1640) — англо-ирландский дворянин.

## Предыстория
Единственный сын Джона Батлера (ум. 1602) и Джоан Фицпатрик. Его отец, Джон Батлер, был старшим сыном и наследником Джеймса Батлера, 2-го/12-го барона Данбойна (ум. 1624) и его первой жены Маргарет Фицпатрик, единственной дочери Барнаби Фицпатрика, 2-го барона Верхнего Оссори, и его жены Джоан Юстас, дочери Роуленда Юстаса, 2-го виконта Балтингласса.
Его мать Джоан Фицпатрик была дочерью брата и наследника Барнаби Флоренса Фицпатрик, 3-го барона Верхнего Оссори, и его жены Кэтрин О’Мор, дочери Патрика О’Мора из Аббилейкса. Джоан умерла через год или два после рождения сына в 1595 году. В 1602 году его отец был убит Ричардом Грейсом в результате давней вражды между Грейсами и семьей матери Джона Батлера, Фицпатриками, продолжавшейся с 1570-х годов. Опека над мальчиком была передана его деду по отцовской линии, Джеймсу Батлеру, 2-му барону Данбойну.

## Спор о наследстве
Следующим наследником баронства Данбойн после Эдмонда был его дядя Пирс Батлер (ум. 1626), младший сын 2-го барона Данбойна (чей внук Пирс Батлер, позднее унаследовал титул 5-го барона Данбойна). В 1618 году Пирс Батлер обратился к короне с просьбой объявить своего племянника незаконнорожденным на том основании, что, хотя его родители жили вместе как муж и жена, его отец все время был женат на Элеоноре, дочери Теобальда Батлера, 1-го барона Кэра. Нет никаких оснований полагать, что это утверждение было правдой, и есть некоторые сомнения относительно того, существовала ли вообще Элеонора, но король Яков I Стюарт, очевидно, не хотел сразу же отвергать это утверждение. Он написал лорду Данбойну, заявив, что не желает ни лишать своего подопечного его прав, ни лишать Пирса каких-либо прав, которые могли бы ему принадлежать. Он приказал сторонам передать свой спор в Канцелярский суд (Ирландия). Это привело к судебному процессу, который длился три года и включал несколько слушаний в разных судах. В конце концов, в 1621 году лорд-канцлер Ирландии издал указ в пользу лорда Данбойна, приказав его сыну Пирсу прекратить вмешательство или нарушение его мирного пользования своими землями. Это была явная победа молодого Эдмонда, и когда его дедушка умер в 1624 году, он унаследовал свой титул и поместья без каких-либо дальнейших проблем со стороны своего дяди Пирса, который умер в 1626 году.

## Убийство Джеймса Прендергаста и суд

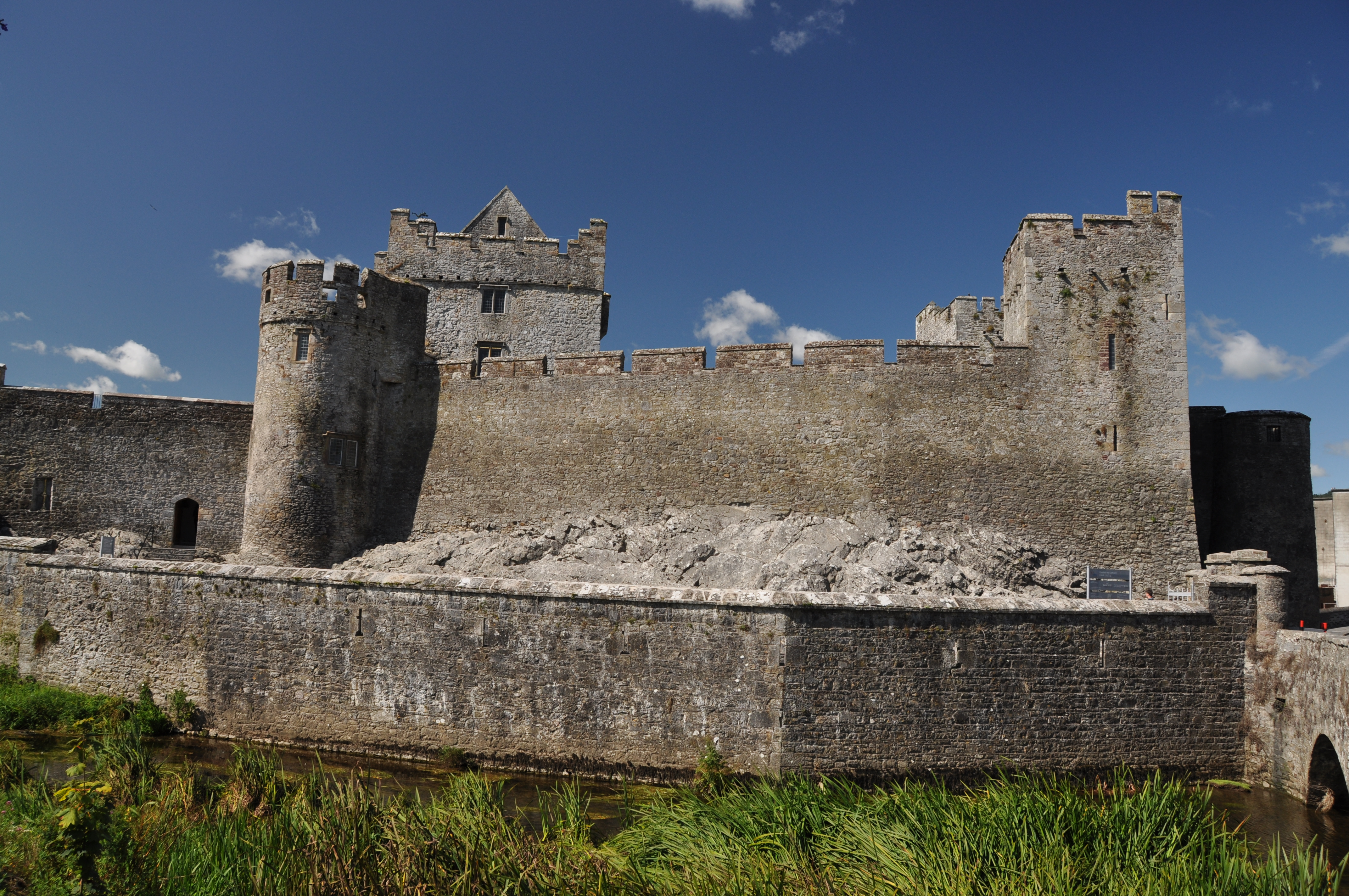
Замок Кэйр в настоящее время

В декабре 1627 года барон Данбойн жил в замке Кэйр, резиденции семьи своей жены. В замке Кэр также присутствовал ещё один родственник Батлера, Джеймс Прендергаст, племянник Уолтера Батлера, 11-го графа Ормонда (его мать Элеонора Батлер была сестрой графа). Данбойн и Прендергаст претендовали на ирландское феодальное баронство Ньюкасл-Лайонс. 12 декабря они поссорились из-за взаимных претензий: ссора переросла в схватку, и барон Данбойн убил Прендергаста.
Он был арестован и заключен в Дублинский замок. Король Карл I Стюарт, который в целом был готов позволить закону действовать своим чередом, даже в отношении представителей знати, приказал, чтобы барон Данбойн предстал перед судом, хотя и по меньшему обвинению в непредумышленном убийстве, а не в убийстве. Поскольку он имел привилегию пэра, то есть право быть судимым своими коллегами, лорд-верховный стюард Ирландии сформировал комиссию из пятнадцати пэров, чтобы судить его. Суд состоялся 4 июня 1628 года, и четырнадцатью голосами против одного, при несогласии лорда Докра, они оправдали его.

## Последние годы
Лорд Данбойн заседал в ирландской Палате лордов в ирландском парламенте в 1634 и 1639 годах. Он скончался 17 марта 1640 года в своем доме, замке Килтинан, и был похоронен в соседнем городе Фетард.

## Семья
Первым браком Эдмонд Батлер женился на Маргарет Батлер (ум. 1632), дочери Томаса Батлера, 2-го барона Кэра (ок. 1568—1627), и его второй жены Эллис Фицджеральд. У них было как минимум восемь детей:
- Джеймс Батлер, 4-й/14-й барон Данбойн (умер в 1662 г.), старший сын и наследник отца
- Томас Батлер, участвовавший в восстании 1641 года.
- Эллен Батлер, вышедшая замуж за Джеймса Батлера и мать Пирса, 2-го виконта Икеррина.
- Элеонора Батлер, вышедшая замуж за Эдмонда Батлера и мать Пирса, 4-го барона Кэра (? — 1676).
- Джон Батлер, умер молодым
- Эдмунд Батлер, умер молодым
- Ричард Батлер, умер молодым
- Маргарет Батлер, умерла молодой.

Вторым браком барон Данбойн женился на своей кузине леди Эллен Фицджеральд (ум. 1660), дочери Джеральда Фицджеральда, 14-го графа Десмонда, и его второй жены Элеоноры Батлер (двоюродной бабушки Данбойна, дочери 1-го барона Данбойна). Эллен была на несколько лет старше его и уже дважды была замужем.